# Karastrædet
70°30′18.39″N 57°58′55.84″Ø / 70.5051083°N 57.9821778°Ø
Karastrædet (russisk: Пролив Карские Ворота, tr. Proliv Karskije Vorota) er et 56 km bredt og 33 km langt stræde mellem sydenden af Novaja Zemlja og den nordligste odde af Vajgatsj. Mindste dybde er 52 meter. Som regel er Karastrædet islagt, men isfrit om sommeren frem til oktober måned. 
Strædet forbinder Karahavet og Barentshavet nord for Rusland, og udgør dermed en del af grænsen mellem Europa og Asien. Karastrædet er en vigtig del af Nordøstpassagen.

## Hydrografi og klima
Kysterne på begge sider af Karastrædet er høje og stenede. Strædet er 33 km langt og har en mindste bredde på 50 km; Dybden varierer fra 7 m ved Perseus til 230 m i den østlige del. Langs midterdelen af strædet er der en sænkning på 5 kms bredde med dybder over 100 m.
Vandtemperaturen i strædet overstiger ikke 13,5 °C. Dens gennemsnitstemperatur her er 0,9 °C. Normalt er det meste af strædet dækket af is, men i varme år med stærk indflydelse af Golfstrømmen kan Karastrædet være fri for is det meste af vinteren. Den vestlige del af Karastrædet udgør den sydøstlige del af Petjorskoje Havet, der med svækkelsen af indflydelsen af de atlantiske varme havstrømme i Barentshavet fryser om vinteren. Tilstedeværelsen af isdække i Karastrædet falder normalt sammen med tilfrysningen af Petjorskoje Havet.